# Serie Mundial de 1977
La Serie Mundial de 1977 fue disputada entre Los Angeles Dodgers y New York Yankees.
Los New York Yankees resultaron ganadores al vencer en la serie por 4 partidos a 2.

## Desarrollo

### Juego 1
| Equipo      | 1 | 2 | 3 | 4 | 5 | 6 | 7 | 8 | 9 | 10 | 11 | 12 | C | H  | E |
| ----------- | - | - | - | - | - | - | - | - | - | -- | -- | -- | - | -- | - |
| Los Angeles | 2 | 0 | 0 | 0 | 0 | 0 | 0 | 0 | 1 | 0  | 0  | 0  | 3 | 6  | 0 |
| New York    | 1 | 0 | 0 | 0 | 0 | 1 | 0 | 1 | 0 | 0  | 0  | 1  | 4 | 11 | 0 |

LG: Sparky Lyle (1–0)  LP: Rick Rhoden (0–1)  
HRs:  NYY – Willie Randolph (1)

### Juego 2
| Equipo      | 1 | 2 | 3 | 4 | 5 | 6 | 7 | 8 | 9 | C | H | E |
| ----------- | - | - | - | - | - | - | - | - | - | - | - | - |
| Los Angeles | 2 | 1 | 2 | 0 | 0 | 0 | 0 | 0 | 1 | 6 | 9 | 0 |
| New York    | 0 | 0 | 0 | 1 | 0 | 0 | 0 | 0 | 0 | 1 | 5 | 0 |

LG: Burt Hooton (1–0)  LP: Catfish Hunter (0–1)  
HRs:  LAD – Ron Cey (1), Steve Yeager (1), Reggie Smith (1), Steve Garvey (1)

### Juego 3
| Equipo      | 1 | 2 | 3 | 4 | 5 | 6 | 7 | 8 | 9 | C | H  | E |
| ----------- | - | - | - | - | - | - | - | - | - | - | -- | - |
| New York    | 3 | 0 | 0 | 1 | 1 | 0 | 0 | 0 | 0 | 5 | 10 | 0 |
| Los Angeles | 0 | 0 | 3 | 0 | 0 | 0 | 0 | 0 | 0 | 3 | 7  | 1 |

LG: Mike Torrez (1–0)  LP: Tommy John (0–1)  
HRs:  LAD – Dusty Baker (1)

### Juego 4
| Equipo      | 1 | 2 | 3 | 4 | 5 | 6 | 7 | 8 | 9 | C | H | E |
| ----------- | - | - | - | - | - | - | - | - | - | - | - | - |
| New York    | 0 | 3 | 0 | 0 | 0 | 1 | 0 | 0 | 0 | 4 | 7 | 0 |
| Los Angeles | 0 | 0 | 2 | 0 | 0 | 0 | 0 | 0 | 0 | 2 | 4 | 0 |

LG: Ron Guidry (1–0)  LP: Doug Rau (0–1)  
HRs:  NYY – Reggie Jackson (1)  LAD – Davey Lopes (1)

### Juego 5
| Equipo      | 1 | 2 | 3 | 4 | 5 | 6 | 7 | 8 | 9 | C  | H  | E |
| ----------- | - | - | - | - | - | - | - | - | - | -- | -- | - |
| New York    | 0 | 0 | 0 | 0 | 0 | 0 | 2 | 2 | 0 | 4  | 9  | 2 |
| Los Angeles | 1 | 0 | 0 | 4 | 3 | 2 | 0 | 0 | X | 10 | 13 | 0 |

LG: Don Sutton (1–0)  LP: Don Gullett (0–1)  
HRs:  NYY – Thurman Munson (1), Reggie Jackson (2)  LAD – Steve Yeager (2), Reggie Smith (2)

### Juego 6
| Equipo      | 1 | 2 | 3 | 4 | 5 | 6 | 7 | 8 | 9 | C | H | E |
| ----------- | - | - | - | - | - | - | - | - | - | - | - | - |
| Los Angeles | 2 | 0 | 1 | 0 | 0 | 0 | 0 | 0 | 1 | 4 | 9 | 0 |
| New York    | 0 | 2 | 0 | 3 | 2 | 0 | 0 | 1 | X | 8 | 8 | 1 |

LG: Mike Torrez (2–0)  LP: Burt Hooton (1–1)  
HRs:  LAD – Reggie Smith (3)  NYY – Chris Chambliss (1), Reggie Jackson 3 (5)
|                                                           |
| Campeón de las Grandes Ligas New York Yankees 21.º título |